# 1812 en France
Chronologie de la France
- 1808
- 1809
- 1810
- 1811
- 1812
- 1813
- 1814
- 1815
- 1816

Cette page concerne l'année 1812 du calendrier grégorien.

## Événements
- 1er janvier : entrée en vigueur du Code civil dans les Provinces illyriennes[1] (fin en août 1813).
- 9 janvier : reddition de Valence[2].
- 15 janvier : un décret impérial établit comme écoles spéciales de chimie, pour la fabrication du sucre de betterave, les fabriques situées dans la plaine des Vertus, à Wachenheim, à Douai, à Strasbourg et à Castelnaudary[3].
- 20 janvier : Napoléon fait occuper la Poméranie suédoise pour mieux faire appliquer le Blocus continental[2].
- 26 janvier : décret confirmant l’annexion de la Catalogne[2].

- 12 février : décret établissant les mesures usuelles comme compromis entre le système métrique et les mesures traditionnelles[4].
- 23 février :
  - le Concordat est annulé par Napoléon[5].
  - alliance franco-prussienne[6].
- 24 février : alliance franco-prussienne[2].

- 2 mars : émeute à Caen, déclenchée par une bousculade à la halle au grain contre cherté du grain. Les troubles dégénèrent en jets de pierres sur la préfecturen, puis en pillage d'un grand moulin proche de la halle. Le 7 mars, la répression par la troupe punit durement les « instigateurs de la sédition » : huit d'entre eux sont condamnées à mort et quatre hommes et deux femmes sont exécutés, huit autres aux travaux forcés[7].
- 14 mars : alliance entre la France et l'Autriche[2].

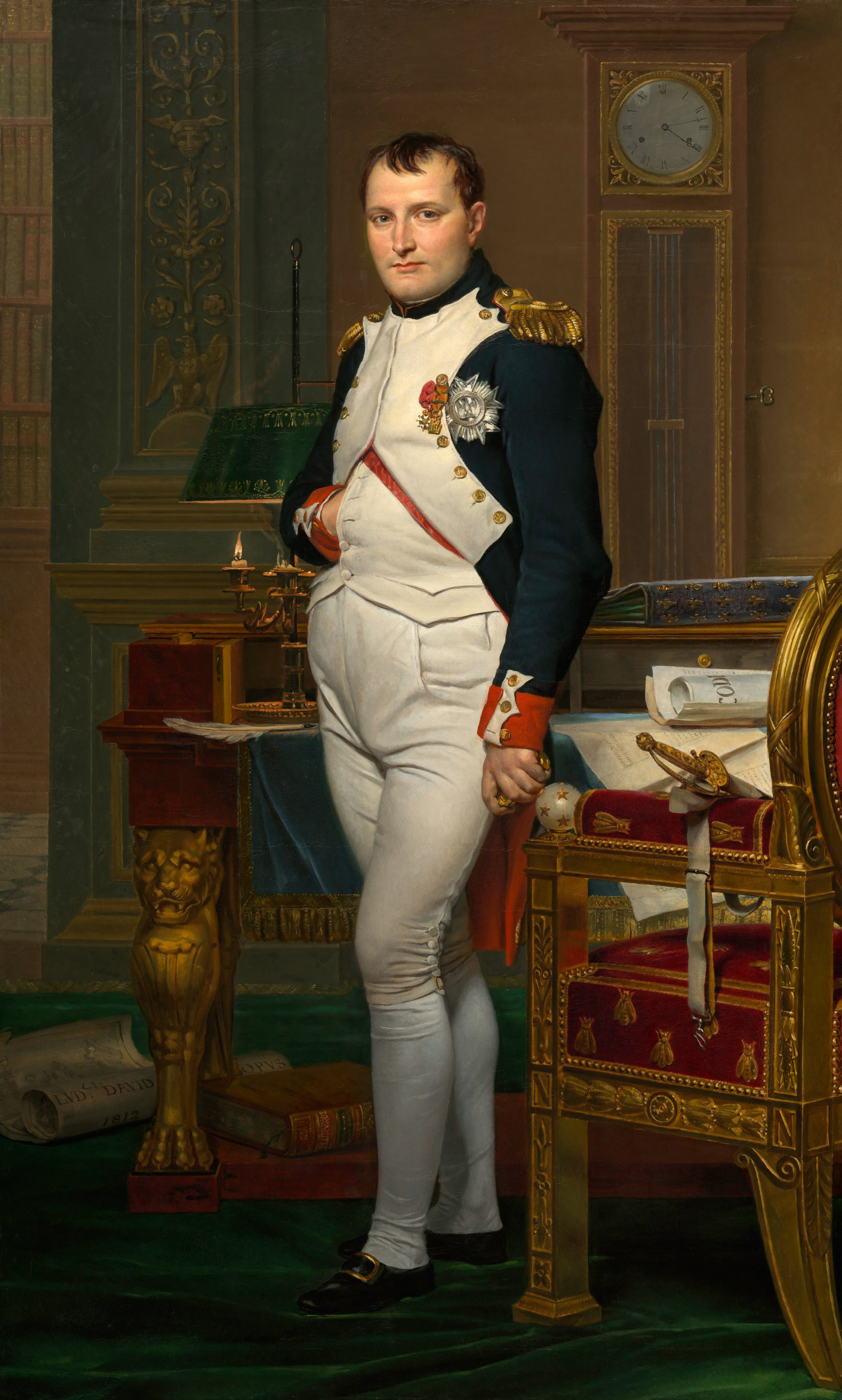
Jacques-Louis David - Napoléon dans son cabinet de travail.

- 8 avril : le tsar Alexandre Ier de Russie adresse un ultimatum à Napoléon pour qu’il évacue la Prusse et la Poméranie suédoise et retire ses troupes derrière l’Elbe et Oder[2].

- 8 mai : instauration d'un maximum du prix des grains pour enrayer la disette[8].
- 16-27 mai : Napoléon est à Dresde à la tête de 600 000 hommes (dont seulement 300 000 Français)[2].
- 9-20 juin : Napoléon fait transférer le pape de Savone à Fontainebleau pour vaincre sa résistance sur l’adoption des décisions du concile de Paris[9].
- 12 juin : le docteur Claraz sauve la vie du pape Pie VII à l'hospice du Mont-Cenis, alors qu'il venait de recevoir l'extrême-onction[9].
- 20 juin : le pape Pie VII arrive au château de Fontainebleau accompagné de son médecin chirurgien, le docteur Balthazard Claraz. Le souverain pontife y reste enfermé pendant les dix-neuf mois que dure sa captivité.
- 24-25 juin : Napoléon franchit le Niémen[2] et envahit la Russie à la tête de 450 000 hommes. Début de la campagne de Russie. Napoléon s’enfonce en Russie sans parvenir à détruire l’armée russe qui parvient toujours à se replier. Il occupe Moscou puis se retire. 40 000 hommes seulement rentreront en France[10].

- Été : bonne récolte mettant fin à la crise agricole[11].

- 5-7 septembre : bataille indécise de Borodino (bataille de la Moskova)[12].
- 14 - 18 septembre : prise et incendie de Moscou[2].

- 19 octobre : début de la retraite de Russie[13].

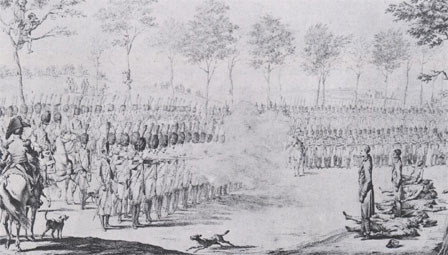
Malet et ses complices fusillés le 29 octobre dans la plaine de Grenelle.

- Nuit du 22-23 octobre : seconde conspiration du général Malet à Paris, qui fait apparaître la faiblesse du régime. Malet, républicain détenu depuis 1808 dans une maison de santé, s’évade et rallie quelques troupes. Il se présente comme chef d’un gouvernement provisoire constitué après la mort de l’empereur, et réussit à contrôler la préfecture de police, le ministère de la Police et la préfecture de la Seine. Le chef d’État-major de la première région militaire, flairant la supercherie, fait arrêter Malet vers 10 heures du matin. Le 28 octobre, 24 conjurés sont jugés et 12 condamnés sont exécutés le 29 octobre[14].

- 26 - 28 novembre : passage de la Bérézina[12].